# Gaslysnings ab
Gaslysnings ab var ett privatägt gasverk i Helsingfors, som grundades 1860.
År 1860 ingicks ett kontrakt mellan Helsingfors stad och Gaslysnings ab, som hade bildats samma år av Johan Fredrik Hackman, Feodor Kiseleff, Johannes Schramm och Johan Magnus Tollander (1811–1870) samt brukspatronen Frans Wilhelm Frenckell. Avtalet, som var på 40 år, avsåg införande av gaslysning i Helsingfors stad med början på dåvarande Henriksgatan (nuvarande Mannerheimvägen), Norra och Södra Esplanadgatorna längs Esplanadparken, Alexandersgatan, på Senats- och Salutorgen samt delar av Gloet, Södra Kajen samt Unions- och Fabiansgatorna. 
Bolaget skulle, på en tomt vid slutet av Henriksgatan, alldeles innanför Esbo tull, som staden ställde till förfogande, inrätta ett gasverk för rörledd gas, tillverkad av trä och stenkol. Bolaget hade att anlägga ett tillräckligt stort gasverk för att så småningom kunna förse större delen av staden med gasljus.
Efter det att Helsingfors 1889 öppnat ett elektricitetsverk, fick gasbolaget konkurrens, och expansionen av gasförbrukning upphörde trots prissänkning av gaspriset. Gasbesparande auerlampor började införas 1892 för belysning inomhus, men fick ingen större framgång i Helsingfors. I början av 1890-talet gjordes sedan i Finland omfattande försök att använda auerlampor också för gatubelysning. Efter förhandlingar mellan Helsingfors stadsmyndigheter och gasbolaget började lampor bytas ut 1894. År 1900, då bolaget kommunaliserades, var 563 av stadens sammanlagt 1.144 lyktor försedda med auerbrännare.
Stadsfullmäktige beslöt 1898 att överta gasdriften i staden och utnyttja stadens rätt att inlösa gasföretaget från 1900. Åren 1909–1910 uppförde Helsingfors stad ett nytt gasverk i Södervik i Sörnäs.